# Isoodon macrourus
Isoodon macrourus (північний коричневий бандикут) — вид сумчастих із родини бандикутових (Peramelidae).

## Таксономія
Оригінальна назва таксону: Perameles macroura Gould, 1842.

## Морфологічна характеристика
Верхні частини волосяного покриву коричнево-чорного рябі, низ — білий. Вуха круглі, малі. Мордочка коротка. Зовні нагадує гризуна. Вага дорослого самця коливається від 500 до 3100 г із середньою вагою 2100 г, тоді як дорослі самиці важать від 500 до 1700 г із середньою вагою 1000 г, демонструючи сильний статевий диморфізм. Довжина тіла самця і самиці коливається від 300 до 470 мм і від 300 до 410 мм відповідно. Довжина хвоста коливається від 90 до 215 мм і від 80 до 185 мм для самців і самиць відповідно.

## Ареал
Проживає на північному й східному узбережжях Австралії й південному узбережжі о Нова Гвінея; висота проживання від 0 до 1200 метрів.
Населяє різноманітні місця проживання, як от пасовища, пустища, евкаліптові ліси, райони порушені вирубкою лісу, а також приміські сади.

## Спосіб життя
Це нічний вид. Вдень спить у гнізді. Гнізда розміщені на землі, зазвичай 40 см у довжину, щільно вимощені рослинністю крім однієї прогалини для входу. Тварини часто змінюють гнізда й використовують принаймні два гнізда одночасно. Ці бандикути дуже рухливі, коли активні. Як правило, тварини проводять більшу частину свого часу на самоті. Це всеїдні сумчасті. Основним джерелом їжі є ґрунтові та наземні безхребетні, тоді як вторинні джерела їжі — це хребетні тварини, (ящірки та птахи), рослинний матеріал (листя, стебла, коріння, насіння та плоди), а також гриби. Ворогами є Varanus varius, Canis lupus dingo, Dasyurus maculatus, різноманітні змії й нічні хижі птахи (як от, Ninox strenua), а також Vulpes vulpes і Felis catus. Самиці народжують від одного до семи дітей, кілька виводків народжується упродовж сезону розмноження.

## Загрози й охорона
У деяких частинах ареалу в Новій Гвінеї цьому виду загрожує надмірне полювання на м'ясо. Попри те, що ареал виду скоротився в Австралії з європейським поселенням, вид адаптується і добре вижив навіть у зміненому середовищі існування. Проте знищення собаками може бути проблемою в деяких областях.
Вид присутній у кількох заповідних територіях.